# Selous mangust
Selous mangust eller grå surikat (Paracynictis selousi) är den enda arten i sitt släkte och tillhör familjen manguster. Djuret förekommer i södra Afrika.

## Kännetecken
Djuret liknar arten gul mangust men har betydligt större storlek. Selous mangust når en kroppslängd mellan 39 och 47 centimeter, en svanslängd av 28 till 40 centimeter och en vikt mellan 1,4 och 2,2 kilogram. Liksom hos andra arter i samma familj är kroppen långsträckt och extremiteterna jämförelsevis korta. Pälsens färg är grå, fötterna är svarta och svansen har en vit spets. Vid varje fot finns fyra tår som har långa böjda klor.

## Utbredning och habitat
Utbredningsområdet sträcker sig från Angola och Zambia till Moçambique och östra Sydafrika. Djuret lever i buskland, i savannen och i öppna skogar.

## Levnadssätt
Det är inte mycket känt om djurets levnadssätt på grund av att den är mycket skygg. Med sina klor skapar den tunnelsystem med många förgreningar, där den vilar på dagen. Sin föda letar denna mangust på natten och vistas därför huvudsakligen på marken. Djuret livnär sig av insekter, groddjur, ödlor och mindre gnagare.
Vid fara sprutar de en illaluktande vätska från sina analkörtlar mot angriparen.